# José Francisco Uría y Riego
José Francisco Uría y Riego-Núñez (Cangas del Narcea, 16 de febrero de 1819 - Alicante, 24 de marzo de 1862), político asturiano.

## Biografía
Licenciado en Filosofía y Jurisprudencia en la Universidad de Oviedo.
Ya en Madrid desempeña varios cargos en el Ministerio de la Gobernación, y entre julio y octubre de 1856 ocupa la secretaría de Gobierno de Oviedo. Fue nombrado gobernador civil de Logroño en agosto de 1856, pero no puede tomar posesión por motivos de salud y finalmente en noviembre de 1857 ocupa el puesto de secretario de Gobierno de Madrid. En 1857 se inicia en política de la mano de Unión Liberal y resulta elegido diputado por Cangas de Tineo.
El presidente del Gobierno, O'Donnell, lo nombra director general de Obras Públicas en 1858, siendo ministro de Fomento Rafael de Bustos y Castilla-Portugal. Desde este puesto favorece varios proyectos de infraestructuras en Asturias, entre ellos la línea de ferrocarril entre Pajares y Gijón. Tiene que dejar el cargo por motivos de salud en el mes de diciembre del mismo año.
Colaboró con el periódico El Faro Asturiano y escribió la Memoria sobre el estado de las obras públicas en España al finalizar el primer semestre de 1859 (Madrid, 1859). Fue vicesecretario de la sección de Arte y Literatura del Ateneo Científico y Literario de Madrid.
Todo ello, mereció el reconocimiento de algunos municipios asturianos (Gijón, Cangas del Narcea, Luarca) que recogen en su callejero una calle dedicada a su memoria. En Oviedo, la principal arteria comercial de la ciudad, la calle Uría lleva su nombre.
Murió en Alicante el 24 de marzo de 1862.